# الردف (تعز)
الردف هي إحدى قرى الجمهورية اليمنية. وهي تتبع جغرافيًا لمحافظة تعز. وإداريًا لمديرية الوازعية. يبلغ تعداد سكانها 1112 نسمة حسب الإحصاء الذي جرى عام 2004.